# Austroclimaciella quadrituberculata
Austroclimaciella quadrituberculata är en insektsart som först beskrevs av John Obadiah Westwood 1852.  Austroclimaciella quadrituberculata ingår i släktet Austroclimaciella och familjen fångsländor. Inga underarter finns listade i Catalogue of Life.